# ABI3
A ABI3 também conhecido como new molecule including SH3 (Nesh), é uma proteína que em humanos é codificada pelo gene ABI3.

## Função
O gene ABI3 codifica um membro de uma família de proteínas adaptadoras. Membros desta família codificam proteínas contendo um domínio de homologia homeobox, região rica em prolina e domínio de homologia Src 3 (SH3). Já foi mostrado que a proteína produzida pelo gene ABI3 inibe a metástase ectópica de células tumorais, assim como a migração celular.